# 科洛季伊
51°21′32″N 25°48′28″E / 51.35889°N 25.80778°E
科洛季伊（烏克蘭語：Колодії）是烏克蘭西部的村莊，隸屬沃倫州的卡明-卡希爾斯基區。該村始建於1577年，面積0.78平方公里，海拔高度159米，2001年人口436，人口密度每平方公里561.86人。